# Záborie (Eslovàquia)
|  | Per a altres significats, vegeu «Zaborie». |

Záborie és un poble i municipi d'Eslovàquia que es troba a la regió de Žilina, al centre-nord del país.

## Demografia
| Godina             | 1994 | 2004   | 2014    | 2024   |
| ------------------ | ---- | ------ | ------- | ------ |
| Nombre de persones | 116  | 123    | 156     | 171    |
| Diferència         |      | +6,03% | +26,82% | +9,61% |

| Godina             | 2023 | 2024   |
| ------------------ | ---- | ------ |
| Nombre de persones | 169  | 171    |
| Diferència         |      | +1,18% |